# Unus mundus
Unus mundus, literalmente um mundo, ou um só mundo, é um termo que se refere ao conceito de uma realidade subjacente unificada a partir da qual tudo emerge e para a qual tudo retorna. Foi popularizado pelo psicólogo analítico suíço Carl Gustav Jung. O termo era utilizado já no século XV por Gerhard Dorn, um estudante do famoso alquimista Paracelso e também por João Duns Escoto
Jung, em conjunto com o físico Wolfgang Pauli, exploraram a possibilidade de o seu conceito de arquétipo e sincronicidade poderem estar relacionados com o unus mundus; a sincronicidade, ou "coincidência significativa", seria possível pelo facto de quer o observador quer o fenómeno concorrente derivarem em última análise da mesma fonte, o unus mundus.
Jung era cuidadoso, no entanto, em sublinhar a natureza tentativa e provisória de tais explorações para uma ideia unitária da realidade.